# اريك فانس
اريك فانس (بالإنجليزية: Eric Vance)‏ هو لاعب كرة قدم أمريكية أمريكي، ولد في 24 يوليو 1975.

## وصلات خارجية
- اريك فانس على موقع مرجع كرة القدم المحترفة.كوم (الإنجليزية)